# 盘谷乡
盘谷乡是中华人民共和国福建省福州市永泰县下辖的一个乡。

## 行政区划
盘谷乡共辖6个行政村：
福坪村、水尾村、洋里村、官村、荣阳村和新丰村。